# Campeonato de Europa de Clubes de fútbol sala femenino 2017-18
El Campeonato de Europa de Clubes de fútbol sala femenino 2017/18 es la 2ª edición del máximo torneo de clubes de fútbol sala Femenino. 
El torneo empezó el 26 de marzo de 2018 y terminó el 29 de marzo de 2018 con la final.

## Información de los equipos
| País         | Club                         | Ciudad       | Entrenador/a    |
| ------------ | ---------------------------- | ------------ | --------------- |
| España       | Atlético Madrid Navalcarnero | Navalcarnero | Andrés Sanz     |
| Italia       | ASD Olimpus Roma             | Roma         |                 |
| Portugal     | SL Benfica                   | Lisboa       | Bruno Fernandes |
| Países Bajos | vv Drachtster Boys           | Dratchen     |                 |
| Ucrania      | Inter Media Service          | Kiev         |                 |
| Rusia        | MosPolitech de Moscú         | Moscú        |                 |

## Organización

### Sede
El torneo se disputó en la ciudad de Dratchen, en el Polideportivo de Dratchen,  con capacidad para 1.100 espectadores.

## Fase de grupos

### Grupo A
| Equipo           | Pts | PJ | PG | PE | PP | GF | GC |
| ---------------- | --- | -- | -- | -- | -- | -- | -- |
| SL Benfica       | 6   | 2  | 2  | 0  | 0  | 13 | 4  |
| ASD Olimpus Roma | 3   | 2  | 1  | 0  | 1  | 8  | 7  |
| Drachtster Boys  | 0   | 2  | 0  | 0  | 2  | 1  | 11 |

| 26 de marzo de 2018, 20:00 | ASD Olimpus Roma                                    | 5:0 (3:0) | Drachtster Boys | Polideportivo de Dratchen, Drachten |  |
|                            | Giulano 5' 14' · Lisi 15' · Dayane da Rocha 30' 34' | Reporte   |                 |                                     |  |

| 27 de marzo de 2018, 20:00 | Drachtster Boys | 1:6 (0:2) | SL Benfica                                                           | Polideportivo de Dratchen, Drachten |  |
|                            | Meijer 21'      | Reporte   | Janice 1' 21' · Sara Ferreira 12' · Maria Pereira 26' · Fifó 28' 38' |                                     |  |

| 28 de marzo de 2018, 20:00 | ASD Olimpus Roma                                   | 3:7 (2:4) | SL Benfica                                                   | Polideportivo de Dratchen,, Drachten |  |
|                            | Taina Santos 3' · Gayardo 6' · Dayane da Rocha 32' | Reporte   | Inês Fernandes 8' 14' · Fifó 16' 17' 34' 36' · Ana Alves 32' |                                      |  |

### Grupo B
| Equipo                       | Pts | PJ | PG | PE | PP | GF | GC |
| ---------------------------- | --- | -- | -- | -- | -- | -- | -- |
| Atlético Madrid Navalcarnero | 6   | 2  | 2  | 0  | 0  | 8  | 1  |
| MosPolitech de Moscú         | 3   | 2  | 1  | 0  | 1  | 6  | 4  |
| Inter Media Service          | 0   | 2  | 0  | 0  | 2  | 2  | 11 |

| 26 de marzo de 2018, 18:00 | Inter Media Service | 1:5 (0:4) | Atlético Madrid Navalcarnero                                              | Polideportivo de Dratchen, Drachten         |                                             |
|                            | Iryna Bavzeniuk 22' | Reporte   | Leti 1' · María Sanz 7' · Amelia Romero 10' · Desi Godoy 14' · Ariane 24' | Árbitro(s): Lars V. Leewen y Sefan Alcalder | Árbitro(s): Lars V. Leewen y Sefan Alcalder |

| 27 de marzo de 2018, 18:00 | Atlético Madrid Navalcarnero               | 3:0 (2:0) | MosPolitech de Moscú | Polideportivo de Dratchen, Drachten       |                                           |
|                            | Ariane 4' · Desi Godoy 6' · Ju Delgado 34' | Reporte   |                      | Árbitro(s): Sander Wolder y Gino D’Onorio | Árbitro(s): Sander Wolder y Gino D’Onorio |

| 28 de marzo de 2018, 18:00 | Inter Media Service | 1:6 (1:1) | MosPolitech de Moscú                                                                | Polideportivo de Dratchen, Drachten |  |
|                            | Volovenko 19'       |           | Chetvernina 19' · Borodina 28' · Polina Drozd 37' · Deripasko 38' 40' · Vorobey 39' |                                     |  |

## Fase final

### 5 y 6 puesto
| 29 de marzo de 2018, 16:00 | Drachtster Boys | 1:2 (1:0) | Inter Media Service  | Polideportivo de Dratchen, Drachten |  |
|                            | van Toledo 11'  |           | Titova · Klipachenko |                                     |  |

### 3 y 4 puesto
| 29 de marzo de 2018, 18:00 | ASD Olimpus Roma                                                                           | 5:2 (3:2) | MosPolitech de Moscú            | Polideportivo de Dratchen, Drachten |  |
|                            | Gayardo 4' · Leticia Martín 13' · Dayane da Rocha 18' · Taina Santos 32' · Giustiniani 38' | Reporte   | Polina Drozd 19' · Borodina 19' |                                     |  |

### Final
| 28          | Bandera de España | Marta Balbuena  |  |
| 5           | Bandera de Brasil | Ariane          |  |
| 7           | Bandera de España | Leticia Sánchez |  |
| 9           | Bandera de Brasil | Ju Delgado      |  |
| 10          | Bandera de España | Amelia Romero   |  |
| Entrenador: | Entrenador:       | Andrés Sanz     |  |

| 1           | Bandera de Portugal | Ana Catarina    |  |
| 6           | Bandera de Portugal | Inés Fernandes  |  |
| 8           | Bandera de Portugal | Janice Silva    |  |
| 10          | Bandera de Portugal | Sara Ferreira   |  |
| 11          | Bandera de Portugal | Cláudia Pereira |  |
| Entrenador: | Entrenador:         | Bruno Fernandes |  |

| 4  | Bandera de España | Marta Pelegrín  |  |
| 8  | Bandera de Brasil | Bruna Franklin  |  |
| 11 | Bandera de Brasil | Fabiana Ribeiro |  |
| 13 | Bandera de España | Estela García   |  |
| 14 | Bandera de España | Nere Moldes     |  |
| 18 | Bandera de España | María Sanz      |  |
| 21 | Bandera de Brasil | Desi Godoy      |  |
| 29 | Bandera de España | Pilar Ros       |  |

| 2  | Bandera de Portugal | Cláudia Lobo    |  |
| 5  | Bandera de Portugal | Claudia Tavares |  |
| 9  | Bandera de Portugal | Fifó            |  |
| 12 | Bandera de Portugal | Bety Delgado    |  |
| 13 | Bandera de Portugal | Débora Venâncio |  |
| 17 | Bandera de Portugal | María Pereira   |  |
| 20 | Bandera de Portugal | Raquel Santos   |  |
| 21 | Bandera de Portugal | Ana Alves       |  |

| Anotado | 8'  | Leticia Sánchez | 1-0 |
| Anotado | 9'  | María Sanz      | 2-0 |
| Anotado | 23' | Leticia Sánchez | 3-0 |
| Anotado | 28' | Leticia Sánchez | 4-0 |
| Anotado | 39' | Ju Delgado      | 5-2 |

| Anotado | 32' | Cláudia Pereira | 4-1 |
| Anotado | 36' | Cláudia Pereira | 4-2 |

| Amonestado |  | Ju Delgado |  |

| Amonestado |  | Cláudia Lobo  |  |
| Amonestado |  | Sara Ferreira |  |

| 28          | Bandera de España | Marta Balbuena  |  |
| 5           | Bandera de Brasil | Ariane          |  |
| 7           | Bandera de España | Leticia Sánchez |  |
| 9           | Bandera de Brasil | Ju Delgado      |  |
| 10          | Bandera de España | Amelia Romero   |  |
| Entrenador: | Entrenador:       | Andrés Sanz     |  |

| 1           | Bandera de Portugal | Ana Catarina    |  |
| 6           | Bandera de Portugal | Inés Fernandes  |  |
| 8           | Bandera de Portugal | Janice Silva    |  |
| 10          | Bandera de Portugal | Sara Ferreira   |  |
| 11          | Bandera de Portugal | Cláudia Pereira |  |
| Entrenador: | Entrenador:         | Bruno Fernandes |  |

| 4  | Bandera de España | Marta Pelegrín  |  |
| 8  | Bandera de Brasil | Bruna Franklin  |  |
| 11 | Bandera de Brasil | Fabiana Ribeiro |  |
| 13 | Bandera de España | Estela García   |  |
| 14 | Bandera de España | Nere Moldes     |  |
| 18 | Bandera de España | María Sanz      |  |
| 21 | Bandera de Brasil | Desi Godoy      |  |
| 29 | Bandera de España | Pilar Ros       |  |

| 2  | Bandera de Portugal | Cláudia Lobo    |  |
| 5  | Bandera de Portugal | Claudia Tavares |  |
| 9  | Bandera de Portugal | Fifó            |  |
| 12 | Bandera de Portugal | Bety Delgado    |  |
| 13 | Bandera de Portugal | Débora Venâncio |  |
| 17 | Bandera de Portugal | María Pereira   |  |
| 20 | Bandera de Portugal | Raquel Santos   |  |
| 21 | Bandera de Portugal | Ana Alves       |  |

| Anotado | 8'  | Leticia Sánchez | 1-0 |
| Anotado | 9'  | María Sanz      | 2-0 |
| Anotado | 23' | Leticia Sánchez | 3-0 |
| Anotado | 28' | Leticia Sánchez | 4-0 |
| Anotado | 39' | Ju Delgado      | 5-2 |

| Anotado | 32' | Cláudia Pereira | 4-1 |
| Anotado | 36' | Cláudia Pereira | 4-2 |

| Amonestado |  | Ju Delgado |  |

| Amonestado |  | Cláudia Lobo  |  |
| Amonestado |  | Sara Ferreira |  |

| 28          | Bandera de España | Marta Balbuena  |  |
| 5           | Bandera de Brasil | Ariane          |  |
| 7           | Bandera de España | Leticia Sánchez |  |
| 9           | Bandera de Brasil | Ju Delgado      |  |
| 10          | Bandera de España | Amelia Romero   |  |
| Entrenador: | Entrenador:       | Andrés Sanz     |  |

| 1           | Bandera de Portugal | Ana Catarina    |  |
| 6           | Bandera de Portugal | Inés Fernandes  |  |
| 8           | Bandera de Portugal | Janice Silva    |  |
| 10          | Bandera de Portugal | Sara Ferreira   |  |
| 11          | Bandera de Portugal | Cláudia Pereira |  |
| Entrenador: | Entrenador:         | Bruno Fernandes |  |

| 4  | Bandera de España | Marta Pelegrín  |  |
| 8  | Bandera de Brasil | Bruna Franklin  |  |
| 11 | Bandera de Brasil | Fabiana Ribeiro |  |
| 13 | Bandera de España | Estela García   |  |
| 14 | Bandera de España | Nere Moldes     |  |
| 18 | Bandera de España | María Sanz      |  |
| 21 | Bandera de Brasil | Desi Godoy      |  |
| 29 | Bandera de España | Pilar Ros       |  |

| 2  | Bandera de Portugal | Cláudia Lobo    |  |
| 5  | Bandera de Portugal | Claudia Tavares |  |
| 9  | Bandera de Portugal | Fifó            |  |
| 12 | Bandera de Portugal | Bety Delgado    |  |
| 13 | Bandera de Portugal | Débora Venâncio |  |
| 17 | Bandera de Portugal | María Pereira   |  |
| 20 | Bandera de Portugal | Raquel Santos   |  |
| 21 | Bandera de Portugal | Ana Alves       |  |

| Anotado | 8'  | Leticia Sánchez | 1-0 |
| Anotado | 9'  | María Sanz      | 2-0 |
| Anotado | 23' | Leticia Sánchez | 3-0 |
| Anotado | 28' | Leticia Sánchez | 4-0 |
| Anotado | 39' | Ju Delgado      | 5-2 |

| Anotado | 32' | Cláudia Pereira | 4-1 |
| Anotado | 36' | Cláudia Pereira | 4-2 |

| Amonestado |  | Ju Delgado |  |

| Amonestado |  | Cláudia Lobo  |  |
| Amonestado |  | Sara Ferreira |  |

| 28          | Bandera de España | Marta Balbuena  |  |
| 5           | Bandera de Brasil | Ariane          |  |
| 7           | Bandera de España | Leticia Sánchez |  |
| 9           | Bandera de Brasil | Ju Delgado      |  |
| 10          | Bandera de España | Amelia Romero   |  |
| Entrenador: | Entrenador:       | Andrés Sanz     |  |

| 1           | Bandera de Portugal | Ana Catarina    |  |
| 6           | Bandera de Portugal | Inés Fernandes  |  |
| 8           | Bandera de Portugal | Janice Silva    |  |
| 10          | Bandera de Portugal | Sara Ferreira   |  |
| 11          | Bandera de Portugal | Cláudia Pereira |  |
| Entrenador: | Entrenador:         | Bruno Fernandes |  |

| 4  | Bandera de España | Marta Pelegrín  |  |
| 8  | Bandera de Brasil | Bruna Franklin  |  |
| 11 | Bandera de Brasil | Fabiana Ribeiro |  |
| 13 | Bandera de España | Estela García   |  |
| 14 | Bandera de España | Nere Moldes     |  |
| 18 | Bandera de España | María Sanz      |  |
| 21 | Bandera de Brasil | Desi Godoy      |  |
| 29 | Bandera de España | Pilar Ros       |  |

| 2  | Bandera de Portugal | Cláudia Lobo    |  |
| 5  | Bandera de Portugal | Claudia Tavares |  |
| 9  | Bandera de Portugal | Fifó            |  |
| 12 | Bandera de Portugal | Bety Delgado    |  |
| 13 | Bandera de Portugal | Débora Venâncio |  |
| 17 | Bandera de Portugal | María Pereira   |  |
| 20 | Bandera de Portugal | Raquel Santos   |  |
| 21 | Bandera de Portugal | Ana Alves       |  |

| Anotado | 8'  | Leticia Sánchez | 1-0 |
| Anotado | 9'  | María Sanz      | 2-0 |
| Anotado | 23' | Leticia Sánchez | 3-0 |
| Anotado | 28' | Leticia Sánchez | 4-0 |
| Anotado | 39' | Ju Delgado      | 5-2 |

| Anotado | 32' | Cláudia Pereira | 4-1 |
| Anotado | 36' | Cláudia Pereira | 4-2 |

| Amonestado |  | Ju Delgado |  |

| Amonestado |  | Cláudia Lobo  |  |
| Amonestado |  | Sara Ferreira |  |

| España                                          |
| Campeón Atlético Madrid Navalcarnero 2.º título |

## Clasificación
| Puesto | Equipo                       |
| ------ | ---------------------------- |
| 1      | Atlético Madrid Navalcarnero |
| 2      | SL Benfica                   |
| 3      | ASD Olimpus Roma             |
| 4      | MosPolitech de Moscú         |
| 5      | Inter Media Service          |
| 6      | Drachtster Boys              |

## Premios individuales
| Premio           | Jugador      | Equipo     |
| ---------------- | ------------ | ---------- |
| Máxima goleadora | Fifó (6)     | SL Benfica |
| Mejor portera    | Ana Catarina | SL Benfica |
| Mejor jugadora   | Fifó         | SL Benfica |